# George Bowers
George Bowers (New York, 20 aprile 1944 – Los Angeles, 18 agosto 2012) è stato un montatore e regista statunitense.

## Biografia
Nato nel Bronx a New York. Ha lavorato come montatore nel mondo del cinema per quaranta anni a partire dal 1968, collaborando frequentemente con il regista Joseph Ruben. Come regista ha diretto alcuni film senza ottenere molto successo. È stato anche regista televisivo in due episodi della serie TV Hazzard.
È morto al Cedars-Sinai Medical Center di Los Angeles all'età di 68 anni per complicazioni collegate ad un intervento di chirurgia al cuore

## Filmografia

### Montatore
- 1974 - La cognata
- 1976 - Peccati, jeans e...
- 1980 - Galaxina
- 1982 - Le ragazze della spiaggia
- 1984 - Le avventure di Buckaroo Banzai nella quarta dimensione
- 1987 - The Stepfather - Il patrigno
- 1988 - Sulle tracce dell'assassino
- 1989 - Verdetto finale
- 1989 - Harlem Nights
- 1991 - A letto con il nemico
- 1992 - Ragazze vincenti
- 1993 - L'innocenza del diavolo
- 1994 - Mezzo professore tra i marines
- 1995 - Money Train
- 1996 - Uno sguardo dal cielo
- 1998 - Benvenuta in Paradiso
- 1999 - Gigolò per sbaglio
- 2001 - La vera storia di Jack lo squartatore - From Hell
- 2002 - The Country Bears - I favolorsi
- 2004 - A testa alta
- 2005 - Roll Bounce
- 2008 - A casa con i miei

### Regista
- 1980 - Incubo infernale
- 1981 - Il guerriero del ring
- 1983 - Kiss games
- 1985 - Posizioni promettenti